# Егорьевский сельсовет (Московская область)
Егорьевский сельсовет — упразднённая административно-территориальная единица, существовавшая на территории Московской губернии и Московской области в 1929—1954 годах.
Егорьевский сельсовет был образован в 1929 году в составе Лотошинского района Московского округа Московской области путём объединения Дорского, Матюшкинского и Рахновского с/с бывшей Ошейкинской волости.
28 декабря 1951 года из Звановского с/с в Егорьевский были переданы селения Котляки и Мармыли. Одновременно из Егорьевского с/с в Ошейкинский были переданы селения Грибаново, Дор, Егорье и Матюшкино.
14 июня 1954 года Власовский с/с был упразднён, а его объединена с Звановским с/с в новый Кругловский с/с.